# Ichthyophis alfredi
Espèce
Synonymes
- Ichthyophis alfredii Mathew & Sen, 2009

Ichthyophis alfredi est une espèce de gymnophiones de la famille des Ichthyophiidae.

## Répartition
Cette espèce est endémique du Meghalaya en Inde. Elle se rencontre à 1 119 m d'altitude dans les Garo Hills.

## Étymologie
Cette espèce est nommée en l'honneur de J. R. B. Alfred.

## Publication originale
- Mathew & Sen, 2009 : Studies on caecilians (Amphibia: Gymnophiona: Ichthyophiidae) of North East India with description of three new species of Ichthyophis from Garo Hills, Meghalaya and additional information on Ichthyophis garoensis Pillai & Ravichandran, 1999. Records of the Zoological Survey of India. Occasional Papers, no 309, p. 1-56 (texte intégral).